# Шиллер, Элизабет Доротея
Элизабет Доротея Шиллер (нем. Elizabetha Dorothea Schiller; урождённая Кодвайс; 13 декабря 1732, Марбах-на-Неккаре — 29 апреля 1802, Клеверсульцбах) — мать Фридриха Шиллера.

## Биография
Элизабет Доротея Шиллер родилась 13 декабря 1732 года в Марбахе-на-Неккаре в семье приёмщика древесины, пекаря и трактирщика Георга Фридриха Кодвайса (1698—1771) и его жены Анны Марии Кодвайс, урождённой Мунц (1698—1773). Её мать была дочерью фермера из Рерахского двора в Ритенау, её отец происходил из знатной семьи, которая в былые времена также возглавляла мэрию города.
Невозможно сказать, получила ли она школьное образование или какое-либо вообще; во всяком случае, она умела читать. Уже в возрасте 16 лет 22 июля 1749 года она вышла замуж за Иоганна Каспара Шиллера (1723—1796), протестанта-лютеранина, который был на девять лет старше её. Среди их детей были художница Элизабет Кристофина Фридерика Рейнвальд (1757—1847), вышедшая замуж за библиотекаря и лингвиста Вильгельма Фридриха Германа Рейнвальда (1737—1815), и будущий великий поэт Фридрих Шиллер (1759—1805).
Иоганн Каспар участвовал со своим полком в Семилетней войне (1756—1763), где дослужился до звания полкового медика. Доротея со своими детьми Кристофиной и Фридрихом постоянно скиталась за мужем и поселилась недалеко от военного лагеря. Только после окончания войны семья смогла жить с отцом, когда последний был назначен офицером в декабре 1763 года.
В последующие годы у Элизабет Доротеи родилось ещё четыре дочери: Луиза Доротея Катарина (1766—1836), которая была замужем за пастором Иоганном Готлибом Франком (1760—1834), Мария Шарлотта (1768—1774), Беата Фридерика (1773) и Каролина Кристиана, которую в семье называли Нанетт (1777—1796).
По приказу герцога Карла Евгения Фридрих был вынужден переехать в Карлсшуле и её школу-интернат. Иоганн Каспар Шиллер был назначен интендантом герцогского придворного питомника в начале декабря 1775 года. Семья переехала в небольшую служебную квартиру в охотничьем и представительском замке герцога. С тех пор её муж стал активно заниматься управлением садовым хозяйством при дворе и питомником, заметно пренебрегая своей семьей.
Её муж Иоганн Каспар Шиллер умер 7 сентября 1796 года, предположительно от рака простаты.
С начала 1797 года Элизабет Доротея жила в Леонбергском замке и получала пенсию в сто гульденов. Последние годы за ней ухаживала дочь Луиза, которая была замужем за местным пастором Франком.
Элизабет Доротея Шиллер умерла 29 апреля 1802 года в Клеверсульцбахе и была похоронена 1 мая 1802 года.